# Geogarypus irrugatus
Geogarypus irrugatus es una especie de arácnido del orden Pseudoscorpionida de la familia Geogarypidae.

## Distribución geográfica
Se encuentra en el este de Asia.